# Великі Лази
Вели́кі Лази́ — село в Ужгородському районі Закарпатської області.
У Великих Лазах проживає понад 1400 осіб. Розташоване на річці Цигань, за бл. 8,5 км від Ужгорода.
В селі росте іменне дерево бук Плотені. 

## Історія
На західній околиці Великих Лазів, в урочищі Малий Горб — поселення алфелдської культури мальованої кераміки. Досліджувалося Ф. М.Потушняком в 1952 році. За один кілометр від села, у східному напрямку, на західному схилі гори Ставлянець — двошарове поселення: ранній етап полгарської культури та культури Баден. Досліджувалося Ф. М. Потушняком в 1953 році. Праворуч від дороги Ужгород — Мукачеве, на західному схилі Холмецької гори, навпроти коньячного заводу — поселення та поховання полгарської культури.
В письмових джерелах XIV—XVII ст. село відоме під трьома назвами. В XIV ст. — під назвою Galambhaza (Поселення Голуба); в другій половині XIV і в XV ст. — Лази; в XVI ст. — Felsevlaz (Верхні Лази). Очевидно, першу, найдревнішу, назву слід пов'язувати з похованням доби енеоліту (IV тисячоліття до н. е.), виявлене на південній околиці села. В ті далекі часи поховальні споруди в Європі й Азії робили у вигляді голуба (тулуб, крила, хвіст). Пам'ять про них збереглась у назві Поселення Голуба. Як свідчать джерела, Великі Лази були засновані в другій половині XIII ст. вихідцями з села Холмець. Починаючи з 1517 року, селом володіли шляхтичі села Холмця — Другети та Оросі.
Згадка про село є в письмових джерелах 17ст. Відомо, що 16 січня 1787 року 8 сімей у складі 52 чоловік з-за Карпат на чолі з монахом Ізидором прямували в Ужгород. Утомлені дорогою, у мальовничій долині теперішнього села, зупинились відпочивати. Місцевість їм настільки сподобалась, що один з найстаріших мандрівників (Данило Бранк) висловив думку заснувати тут село. Всі цю пропозицію зустріли прихильно. Після уважних оглядин усієї місцевості, у східній частині підлісного крутосхилу (теперішня вулиця Динковці) мандрівники знайшли шість хат, у яких проживали сім'ї Бакти Івана, Шімона Йосипа, Тимка Михайла, Граба Михайла, Семака Андрія та Ерддека Івана. Згодом монах Ізидор послав людей до префонта в Ужгород, просити дозволу на поселення. Незабаром вони його отримали, але з умовою, що платитимуть десятину.
Для виміру площі було вислано Анатолія Меднянського, який виділив її на рівнині, названій Лази. З того часу нові поселенці стали називати власників шести хат — гірськими, а тих прибулих — лазькими.
Через 19 років (5 січня 1806 року) вперше згадується сучасна назва села Великі Лази. Відомо також, що між «гірськими» та «лазькими» людьми часто виникали сварки та суперечки за пасовиська. Видно, що ці та інші суперечки і чвари навколо землі призвели до утворення двох поселень. 4 червня 1832 року згадуються вже два села: Лази і Динґлаз.
На сьогодні не з'ясованим залишається чому село було названо Великі Лази, адже в Закарпатті на той час були і нині є просто Лази з набагато більшою кількістю жителів. Очевидно, вони названі внаслідок об'єднання двох сіл: Динґлаз і Лаз, або за аналогією топографічної діалектної назви місцевості (Лази — велика видовжена рівнина у вигляді жолоба). До речі, до сьогодні на західній околиці села є урочище з назвою «Довгий верх»). Тож зараз не відомо чи довга рівнина, чи злиття двох сіл послужило назвою для Великих Лаз.

## Політика

### Парламентські вибори, 2019
На позачергових парламентських виборах 2019 року у селі функціонувала окрема виборча дільниця № 210579, розташована у приміщенні клубу.
Результати
- зареєстровано 1258 виборців, явка 53,26%, найбільше голосів віддано за «Слугу народу» — 49,40%, за «Опозиційний блок» — 13,96%, за Всеукраїнське об'єднання «Батьківщина» — 10,81%.[1] В одномандатному окрузі найбільше голосів отримав Андрій Андріїв (самовисування) — 26,52%, за Олександра Пекаря (Слуга народу) — 24,39%, за Роберта Горвата (самовисування) — 11,59%[2].

## Населення
Згідно з переписом УРСР 1989 року чисельність наявного населення села становила 1393 особи, з яких 665 чоловіків та 728 жінок.
За переписом населення України 2001 року в селі мешкали 1423 особи.

### Мова
Розподіл населення за рідною мовою за даними перепису 2001 року:
| Мова       | Відсоток |
| ---------- | -------- |
| українська | 98,11 %  |
|            |          |
| російська  | 0,56 %   |
| угорська   | 0,56 %   |
| словацька  | 0,07 %   |

## Палац Плотені
Головна пам'ятка архітектури в селі — палац композитора Нандора Плотені.
На кладовищі поруч із Вознесенською церквою, є могила (кам'яний хрест), у якій поховані син Нандора Плотені — Янош з дружиною.
Великий вплив на стан економічного та духовного буття у Великих Лазах в дорадянський період мала не тільки церква, але, як уже було згада-но, і культурно-просвітницька та господарська діяльність графа Нандора Плотені, близького друга композитора Ф. Ліста та Е. Ремені, відомого не тільки славній історії музичного життя Закарпаття та Угорщини, але й усієї Європи . Існують припущення, що цей видатний скрипаль і піаніст не тільки жив, але й народився у Великих Лазах (у 1844 р.) .
У синів Фердинанда Плотені — Вільяма та Яноша (багато хто плутає їх, називаючи однією і тією ж людиною) також була надзвичайна, але дуже трагічна доля. Кажуть, що доньки Фердинанда і Євгенії Плотені рано покинули маєток, виїхавши на навчання до Європи, і приїжджали до палацу лише на канікули. Старший син Янош за неперевіреними даними був пілотом, і розповідають, що навіть спромігся пролетіти під Великим (нині пішохідним) мостом в Ужгороді, аби показати свою майстерність.
Зважаючи на те, що колишній граф, після приходу радянської армії, просто не мав де жити, його прихистив у себе головний винар палацу, котрий мешкав у невеличкій хатинці трохи нижче парку, який оточував маєток. Саме на його горищі і були не так давно знайдені особисті речі графа — стіл, стілець, підсвічник, посуд, старий альбом із фотографіями, щоденник із мисливськими записами, прикраса з бісеру — усе, що нині можна побачити у музеї Великолазівської школи.
Парк культу́ри і відпочи́нку — парк-пам'ятка садово-паркового мистецтва місцевого значення в Україні. Площа — 1,5 га. Статус отриманий згідно з рішенням ОВК від 18.11.1969 року № 414 та ріш. ОВК від 23.10.1984 року № 253. Перебуває у віданні Великолазівської загальноосвітньої школи. Статус дано для збереження парку, закладеного у ХІХ столітті. Зростають цінні субтропічні екзоти. Поруч з парком розташований Палац Плотені.

## Храм
У селі є Вознесенський храм (1823 рік).
Існують перекази, що в Великих Лазах до будівництва сучасної мурованої церкви існувала дерев'яна церква. Будівництво сучасної мурованої греко-католицької церкви Вознесіння Господнього розпочалося на початку ХІХ століття в 20-х роках. В 1835 році будівництво храму було завершено, про що свідчить напис на дошці перед входом до Велико-Лазького храму. В той же час було збудовано і парафіяльний будинок — церковну фару, у якій проживав священик, що обслуговував крім Великих Лаз і філії: Глибоке, Циганівці та Підгорб.
Вихідцем із села Великі Лази був отець Михайло Балог — видатна духовна та громадська постать. Михайло Балог (1857—1916) — народився у селі Великі Лази у родині місцевого священика. Єпископ Юлій Фірцак іменує його парохом у Марамориський Сигіт. У 1898 році його призначено вікарієм Мараморощини. В церквах вікаріату сприяв організації хорів, залученню священиків до громадських справ, заснував бурсу в Сиготі для хлопців з слов'янського населення.
Слід відзначити, що Великолазька парафія була осередком духовного життя цілої околиці, зокрема на празник Вознесіння Господнього сходилося багато процесій із навколишніх сіл.
З 1941 року і до початку відкритого гоніння греко-католицької Церкви в 1949 році, парохом у с. Великі Лази та с. Глибоке був о. Михайло Дзуровчик. За часів більшовицької окупації Великолазького пароха, о. Михайла Дзуровчика(1900—1975), було репресовано, за відмову перейти до Російської Православної церкви.

## Туристичні місця
- в урочищі Малий Горб — поселення алфелдської культури мальованої кераміки
- на західному схилі гори Ставлянець — двошарове поселення: ранній етап полгарської культури та культури Баден.
- на західному схилі Холмецької гори, навпроти коньячного заводу — поселення та поховання полгарської культури.
- поховання доби енеоліту (IV тисячоліття до н. е.), виявлене на південній околиці села. 
-  палац композитора Нандора Плотені. 
- В школі є невеликий музей, присвячений Нандору Плотені.
- могила (кам'яний хрест), у якій поховані син Нандора Плотені — Янош з дружиною
- парк-пам'ятка садово-паркового мистецтва місцевого значення в Україні. 
- Вознесенський храм (1823 рік).
- будівля старого коньячного заводу
- єврейське кладовище,
- колишня сейсмічна станція
- старі штольні
- турмаршрут "Шлях Плотені" 
- бук Плотені 